# Asociación de escritores de ciencia ficción y fantasía de Estados Unidos
La Asociación de Escritores de Ciencia Ficción y Fantasía de Estados Unidos —en inglés: Science Fiction and Fantasy Writers of America—, más conocida por sus siglas SFWA, está formada por escritores de ciencia ficción y fantasía. Sus miembros no se restringe a autores estadounidenses: está abierta a todos los escritores del mundo con cierta cantidad de obras publicadas en el mercado de EE. UU. Así, cuenta entre sus filas con algunos de los más insignes autores actuales de esos dos géneros. La actividad más importante de la asociación es la entrega anual de los premios Nébula, así como del prestigioso premio Gran Maestro.
La asociación fue fundada en 1965 por Damon Knight, que ejerció además como primer presidente hasta 1967. Desde entonces han ejercido esta importante tarea escritores tan conocidos como Robert Silverberg (1967-1968), Gordon R. Dickson (1969-1971), Poul Anderson (1972-1973), Jerry Pournelle (1973-1974), Frederik Pohl (1974-1976), Jack Williamson (1978-1980), Norman Spinrad (1980-1982 y nuevamente 2001-2002), Charles Sheffield (1984-1986), Greg Bear (1988-1990), Ben Bova (1990-1992), Joe Haldeman (1992-1994) o Robert J. Sawyer (1998).